# رایانش

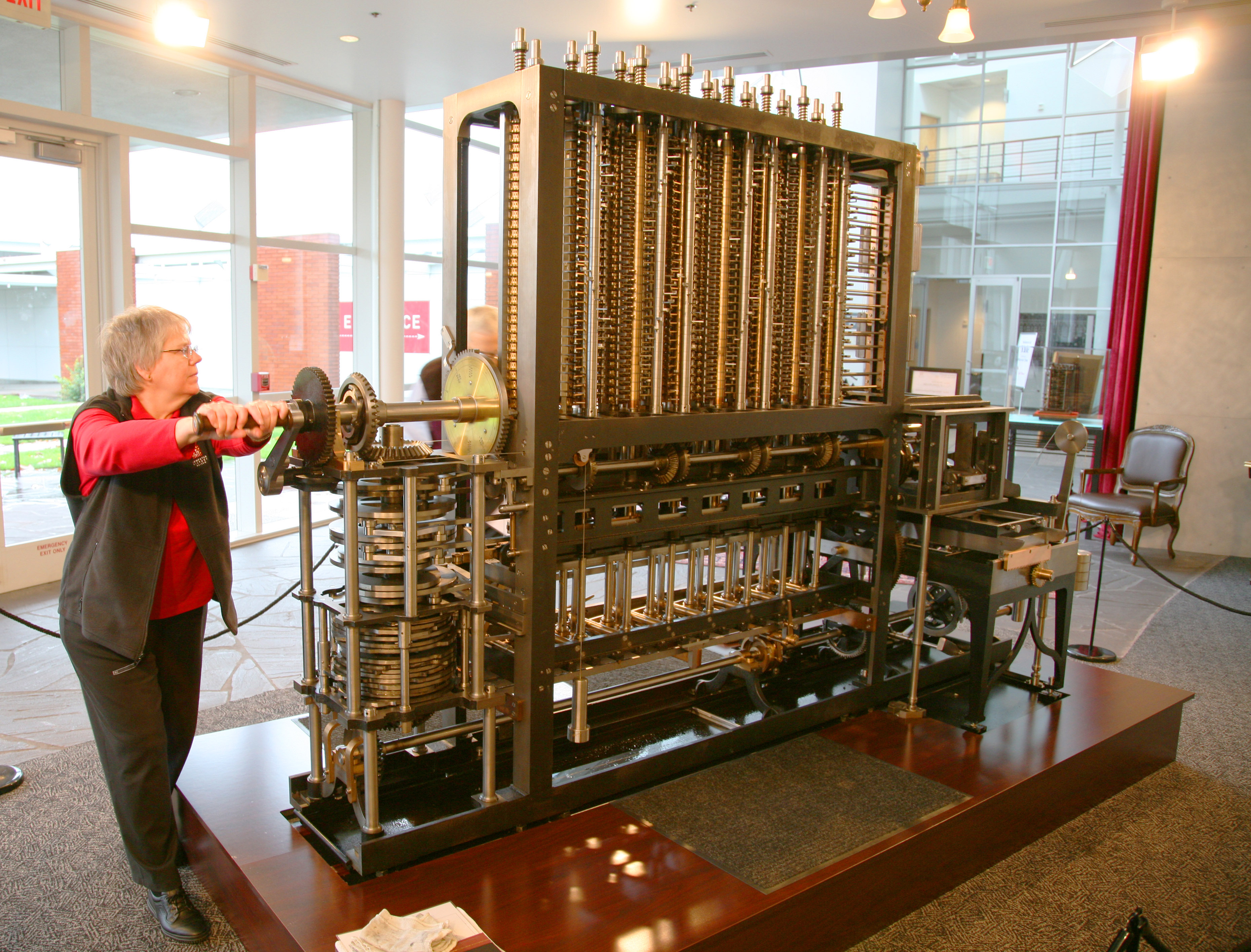
یک موتور تفاوت: رایانش بر توابع چندجمله‌ای

رایانش (به انگلیسی: Computing) به‌هر نوع فعالیتی که از رایانه در مدیریت، انجام فرایندها و اطلاعات و ارتباطات استفاده شود گفته می‌شود؛ که شامل توسعه سخت‌افزار و نرم‌افزار می‌شود. علوم رایانه دانش پایه‌های نظری اطلاعات و محاسبات و کاربرد آن‌ها در سامانه‌های رایانه‌ای است. رایانش عبارتی است که به‌هر نوع استفاده از رایانه در انجام امور به صورت عام گفته می‌شود، مثلاً عبارت رایانش زیستی استفاده از رایانه در مباحث مربوط به‌رشته زیست‌شناسی است.